# Don Novello
Donald Andrew "Don" Novello (Ashtabula, 1 de janeiro de 1943) é um ator, roteirista e comediante norte-americano, mais conhecido por seu interpretar o personagem Padre Guido Sarducci em diversos programas de televisão desde 1972, principalmente em Saturday Night Live.